# Banu Hilal

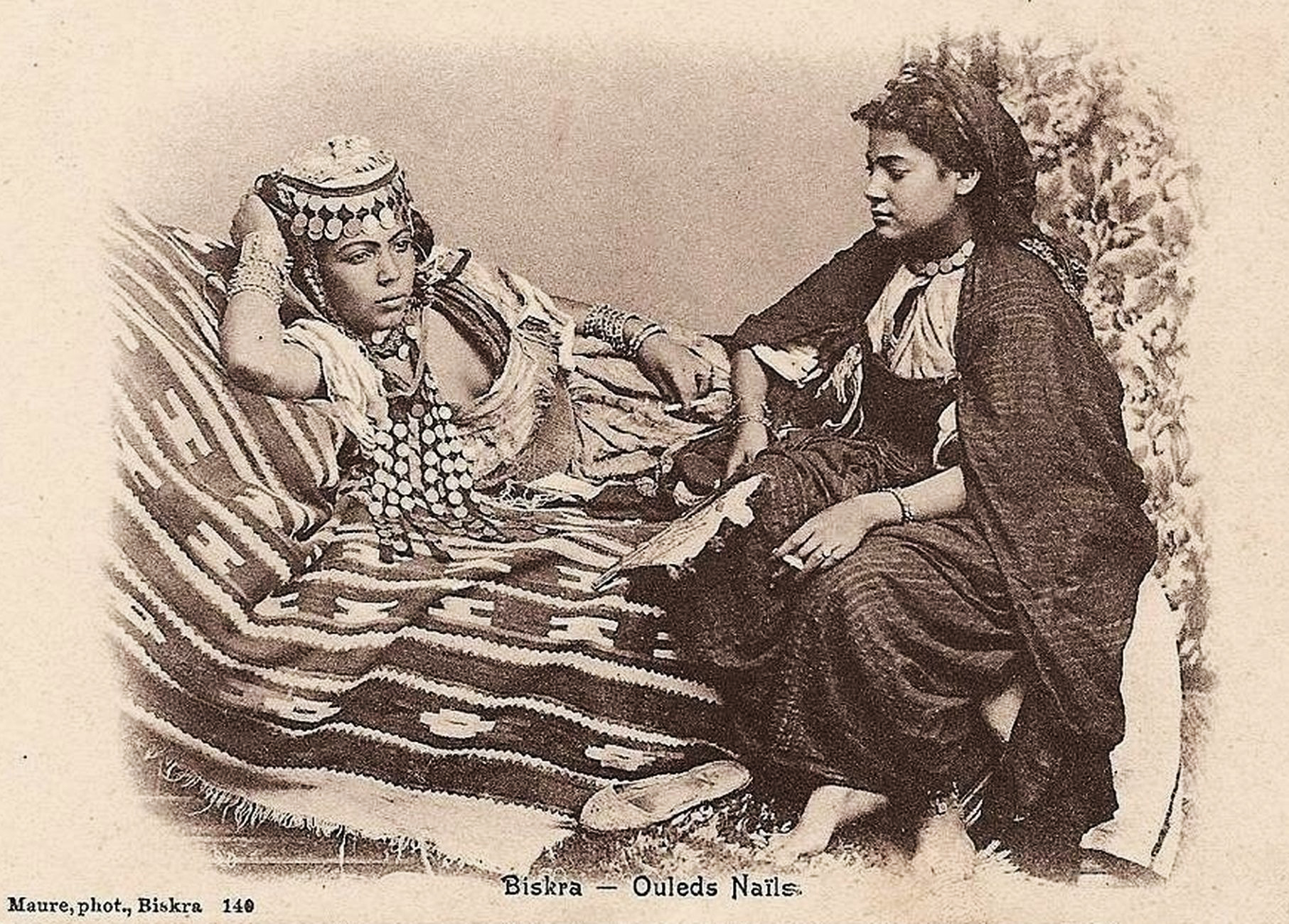
Mulheres hilálias em Biscra, Argélia, num postal de 1904

Os Banu Hilal (em árabe: بنو هلال‎) ou hilálios foram uma confederação de tribos beduínas árabes originárias do Hejaz, no oeste da Arábia, que emigraram para o Alto Egito no século XI. Nesse mesmo século, foram enviados pelo Califado Fatímida para combater a dinastia berbere dos Zíridas por estes terem abandonado o Xiismo. Outros autores sugerem que os Banu Hilal deixaram as pradarias do Alto Nilo devido à degradação ambiental que acompanhou o período quente medieval.
O Banu Hilal derrotaram rapidamente os Zíridas e enfraqueceram significativamente os seus vizinhos Hamádidas. O seu estabelecimento no Magrebe foi determinante na arabização linguística, cultural e étnica da região e na expansão do nomadismo em áreas que até ali tinha sido essencialmente agrícolas. ibne Caldune relata que as terras devastadas pelos invasores hilalianos tornaram-se desertos áridos.
A confederação tribal era comandada por Abu Zaíde Alhilali. A história da jornada dos Banu Hilal desde Néjede, no centro da península Arábica, até à Tunísia, é contada de forma ficcionada na obra épica árabe Taghribat Bani Hilal, classificada em 2003 pela UNESCO como uma das "obras-primas do Património Oral e Imaterial da Humanidade. A mesma história é também contada na forma de poesia na Argélia, Tunísia e Egito.[carece de fontes?]